# Claudio Moggi
Claudio Moggi (* 30. Dezember 1982) ist ein ehemaliger Schweizer Eishockeyspieler, der zuletzt zwischen 2007 und 2017 bei den SCL Tigers in der National League A unter Vertrag stand. Sein Zwillingsbruder Sandro Moggi war ebenfalls ein professioneller Eishockeyspieler.

## Karriere
Claudio Moggi begann seine Karriere als Eishockeyspieler bei den Rapperswil-Jona Lakers, für deren Profimannschaft er in der Saison 2001/02 sein Debüt in der Nationalliga A gab. In den folgenden fünf Jahren war der Angreifer für die GCK Lions in der Nationalliga B aktiv und kam parallel regelmäßig für deren Kooperationspartner ZSC Lions in der Nationalliga A zum Einsatz. Zur Saison 2007/08 wechselte er innerhalb der NLA zu den SCL Tigers, bei denen er bis 2017 Stammspieler war. 2015 gewann er mit den Tigers die Meisterschaft der National League B und schaffte in der NLA-Qualifikation den Wieder-Aufstieg in die höchste Spielklasse. Nach Abschluss der Spielzeit 2016/17 beendete er seine aktive Karriere.
2017 eröffnete Moggi, passionierter Angler, zusammen mit dem früheren Fußball-Profi Germano Vailati unter dem Namen fishbreak ein Reisebüro für Angelreisen.

## Erfolge und Auszeichnungen
- 2015 Meister der National League B mit den SCL Tigers

## Statistik
(Stand: Ende der Saison 2016/17)